# Pou de carrer Figuereta
El Pou de carrer Figuereta és una obra de Tortosa inclosa a l'Inventari del Patrimoni Arquitectònic de Catalunya.

## Descripció
El que corresponia pròpiament al pou es troba tapat i s'hi cultiven plantes a sobre. S'ha conservat només el que era estructura exterior del pou, així com l'empedrat del carrer original que l'envoltava. L'estructura esmentada consta d'un muret circular d'uns 30cm de gruix del que sobresurten dos pilars paral·lels que subjecten el cabiró al qual a la vegada es penja la corriola, ben conservada dins d'una vella peça de fusta que la resguarda. Com a reforç, per la banda on es treia l'aigua al perfil superior del mur té encastat un cabiró de fusta al que es va donar la forma circular perquè s'adaptés. Al costat, encastada al pilar esquerre, una petita pica per buidar l'aigua, i a nivell del terra un replà per arribar al poal i poder poar.

## Història
En el mateix carrer, davant el pou, hi ha una casa que indica mitjançant una placa que en ella hi va néixer el 1847 el pintor Antoni Casanova Estorach, els que ens fa pensar que el sector s'urbanitzés per aquestes dates, a les que possiblement pot pertànyer el pou.